# Keyūp
Keyūp (persiska: کیوپ) är en ort i Iran.   Den ligger i provinsen Khuzestan, i den centrala delen av landet, 500 km söder om huvudstaden Teheran. Keyūp ligger 1 064 meter över havet och antalet invånare är 458.
Terrängen runt Keyūp är bergig österut, men västerut är den kuperad.Runt Keyūp är det ganska tätbefolkat, med 58 invånare per kvadratkilometer. Närmaste större samhälle är Bāgh-e Malek, 13,3 km väster om Keyūp. Omgivningarna runt Keyūp är i huvudsak ett öppet busklandskap.